# Émile Idée
Émile Idée (Nouvion-le-Comte, 19 luglio 1920 – Marolles-en-Brie, 30 dicembre 2024) è stato un ciclista su strada francese soprannominato Le Roi de Chevreuse.
Vinse una tappa al Tour de France 1949 e due edizioni dei Campionati francesi di ciclismo su strada, nel 1942 e nel 1946, corsa quest'ultima in cui è salito anche altre due volte sul podio nel 1944 e nel 1950.
Era il più anziano campione nazionale di ciclismo vivente, nonché il più anziano ciclista vivente vincitore di tappa al Tour.

## Carriera
Corridore adatto alle corse in linea è salito tre volte sul podio della Parigi-Tours, secondo nel 1947 e terzo nel 1945 e nel 1948, ed una volta su quello della Parigi-Roubaix nel 1948.
Abile anche nelle prove contro il tempo vinse il Grand Prix des Nations, salendo successivamente altre tre volte sul podio, ed il Criterium des As.
Assieme a Raymond Poulidor e Jens Voigt detiene il record di successo del Criterium National, oggi chiamato Critérium International, con cinque affermazioni.
Prese parte a tre edizioni del Tour de France senza mai portare a termine la corsa, le prime due volte nelle file della Nazionale francese, la terza nell'Île de France, formazione con cui vinse una tappa, una volata ristretta al termine di una fuga con altri quattro partecipanti.
Per tre volte è stato anche rappresentante della Nazionale francese ai Campionati del mondo ottenendo piazzamenti di prestigio.
Anche suo cognato Camille Danguillaume fu un ciclista professionista, dal 1942 al 1950, con cui condivise alcuni anni di carriera nella Peugeot.

## Palmarès
- 1938 (Dilettanti, una vittoria)

Parigi-Chamarande
- 1939 (Dilettanti, cinque vittorie)

Parigi-Briare
Grand Prix de Boulogne
Championnat de Paris-Banlieue à Monthléry
Grand Prix de l'Auto
Parigi-Chamarande
- 1940 (Dilettanti, una vittoria)

Omnium des Routiers au Parc des Princes
Classifica generale Critérium National
- 1941 (Alcyon, una vittoria)

Prix de Paris (cronocoppie con Adolphe Prat)
- 1942 (Alcyon, cinque vittorie)

Campionati francesi, Prova in linea
Grand Prix des Nations (zona occupata, cronometro)
Grand Prix de Provence
Parigi-Reims
Classifica generale Critérium Ntional (zona occupata)
- 1943 (Alcyon, tre vittorie)

Grand Prix de Provence
Classifica generale Critérium Ntional (zona libera)
- 1944 (Alcyon, due vittorie)

Grand Prix de Seine et Marne
Circuit de Paris
- 1946 (Alcyon, )

Criterium des As
- 1947 (La Perle, due vittorie)

Campionati francesi, Prova in linea
Classifica generale Critérium Ntional
- 1948 (Peugeot, una vittoria)

Trophée du "Journal d'Alger"
- 1949 (Peugeot, due vittorie)

Classifica generale Critérium Ntional
13ª tappa Tour de France (Tolosa > Nîmes)
- 1950 (Peugeot, una vittoria)

Cote de Gourdon (corsa in salita)
- 1951 (Peugeot, due vittorie)

4ª tappa, 1ª seitappa Paris-Côte d'Azur (Privas > Vergèze)
3ª tappa du Circuit des Vosges
2ª tappa du Circuit des vins de Gironde

### Altri successi
- 1943 (Alcyon, una vittorie)

Flèche du Franche Comté - Flèche Française (Crosquadre con Paul Maye, Fernand Mithouard e Jules Rossi
- 1944 (Alcyon, due vittorie)

Flèche du Franche Comté - Flèche Française (Crosquadre con Robert Bonnaventure, Mickael Schmitt e Lucien Vlaemynck
Criterium di Joinville-le-Pont
- 1946 (Alcyon, una vittoria)

Criterium di Nantua
- 1947 (La Perle, due vittorie)

Challenge Sedis - Challenge Yellow
Ronde du Carnaval à Aix-en-Provence (criterium)
Criterium di Oostende
- 1948 (Peugeot, una vittoria)

Challenge Sedis - Challenge Yellow

## Piazzamenti

### Grandi giri
- Tour de France

1947: ritirato (alla 15ª tappa)
1948: ritirato (alla 7ª tappa)
1949: ritirato (alla 16ª tappa)

### Classiche monumento
- Parigi-Roubaix

1943: 37º
1948: 2º
1949: 12º
- Giro di Lombardia

1946: 14º

### Competizioni mondiali
- Campionati del mondo

Reims 1947 - In linea: ?
Valkemburg 1948 - In linea: 11º
Moorslede 1950 - In linea: 8º